# Duc de Noailles

Blason des ducs de Noailles : De gueules, à la bande d'or. L'écu sommé d'une couronne ducale, bonnet et manteau d'azur (Pair de France).

Le titre de duc de Noailles a été créé en 1663 pour Anne de Noailles, comte d'Ayen. 

## Liste des ducs de Noailles
Les deuxième, troisième et quatrième ducs furent tous trois maréchaux de France. Les troisième, cinquième et sixième ducs furent chevaliers de l'ordre de la Toison d'or.
1. 1663-1678 : Anne de Noailles (apr. 1613-1678), 1er duc de Noailles (1663), pair de France, fils de François de Noailles, comte d'Ayen.
2. 1678-1708 : Anne Jules de Noailles (1650–1708), 2e duc de Noailles, pair et maréchal de France, fils du précédent.
3. 1708-1766 : Adrien Maurice de Noailles (1678–1766), 3e duc de Noailles, pair et maréchal de France (1734), secrétaire d'État aux Affaires étrangères (1744), fils du précédent.
4. 1766-1793 : Louis de Noailles (1713–1793), 4e duc de Noailles, pair et maréchal de France, fils du précédent.
5. 1793-1824 : Jean Louis Paul François de Noailles (1739–1824), 5e duc de Noailles, marquis de Maintenon, pair de France, militaire et chimiste, membre de l'Académie des sciences, fils du précédent. Sans descendance masculine survivante, la succession passe à son petit-neveu Louis qui est arrière-petit-fils du 4e duc.
6. 1824-1885 : Paul de Noailles (1802–1885), 6e duc de Noailles, pair de France, historien, membre de l'Académie française, petit-neveu du précédent.
7. 1885-1895 : Jules Charles Victurnien de Noailles (1826–1895), 7e duc de Noailles, fils du précédent.
8. 1895-1953 : Adrien Maurice Victurnien Mathieu de Noailles (1869–1953), 8e duc de Noailles, un seul fils :  Jean Maurice Paul Jules de Noailles (1893-1945), 6e duc d'Ayen, mort au camp de Bergen-Belsen; son fils Adrien-Maurice de Noailles (1925–9 octobre 1944) mort pour la France au maquis des Vosges.
9. 1953-2009 : François Agénor Alexandre Hélie de Noailles (1905-2009), 9e duc de Noailles, neveu du précédent.
10. 2009- : Hélie de Noailles (né en 1943), 10e duc de Noailles, fils du précédent.

Le titre de duc de Noailles est un des rares titres ducaux français réguliers tenant une pairie d'Ancien Régime encore représentée. L'héritier du titre de duc de Noailles est traditionnellement connu comme duc d'Ayen.
L'actuel duc d'Ayen est Emmanuel Paul Louis Marie de Noailles, né en 1983, fils de l'actuel duc de Noailles.